# لیبروک
لیبروک (به هلندی: Lheebroek) یک منطقهٔ مسکونی در هلند است که در وسترفلد واقع شده‌است. لیبروک ۱۱۰ نفر جمعیت دارد.